# Sierville
Sierville – miejscowość i gmina we Francji, w regionie Normandia, w departamencie Sekwana Nadmorska.
Według danych na rok 1990 gminę zamieszkiwało 817 osób, a gęstość zaludnienia wynosiła 51 osób/km² (wśród 1421 gmin Górnej Normandii Sierville plasuje się na 294. miejscu pod względem liczby ludności, natomiast pod względem powierzchni na miejscu 113.).